# Língua corásmia
Corásmio ou corasmo é uma língua iraniana já extinta próxima ao sogdiano. Esta língua era falada na região da Corásmia, na margem norte do rio Sir Dária (Jaxartes), na Ásia Central, na região que atualmente é parte do Uzbequistão.